# Анастасио Сомоса Дебайле
Анастасио Сомоса Дебайле (на испански: Anastasio Somoza Debayle) е никарагуански военачалник и политик, 44-ти и 45-и президент на Никарагуа, съответно от 1 май 1967 до 1 май 1972 г. и от 1 декември 1972 до 17 юли 1979 г. Фактически, в качеството си на глава на Националната гвардия, е глава на страната от 1967 по 1979 г.
Той е последният представител на династията Сомоса, която управлява Никарагуа от 1936 г.
Като своя баща Анастасио Сомоса Гарсиа и по-големия си брат Луис Сомоса Дебайле А. Сомоса продължава да управлява страната, опирайки се на американската военна и икономическа помощ, както и на добре въоръжената и обучена гвардия от 12 хил. души, офицерския корпус и привилегированата каста.

## Сваляне от власт
На 10 януари 1978 г., след убийството от гвардията на Сомоса на Педро Хоакин Чаморо – главния редактор на опозиционния вестник „La Prensa“ (съпруг на бъдещата президентка на страната Виолета Чаморо), в страната започва въоръжено въстание, което принуждава режима на Сомоса да сдаде властта.
Сомоса моли президента на САЩ Джими Картър за помощ. Вицепрезидентът на Никарагуа Луис Палаис произнася реч в Конгреса на САЩ, в която казва: „Вие ще проклинате този ден, в който не ви стигна решимост да спрете експанзията на съветския империализъм на континента“, но никого не успява да убеди.
В края на юни 1979 г. Пентагонът привежда 82-ра въздушно-десантна дивизия от Армията на САЩ в състояние на повишена боеготовност, но продължение няма. Водещи американски средства за масова информация говорят за „пълен крах в централноамериканската политика на администрацията на САЩ“ и за „загубената битка, която ще доведе до поражение в глобалното противостояние между САЩ и СССР“.

## Бягство
В утрото на 17 юли 1979 г. А. Сомоса заповядва да бъдат извадени от гробовете им тленните останки на баща му и брат му, а също така и тези на семейството. Телата, както и торби с пари и ценности (личното състояние на диктатора се оценявало на над 400 млн. щ. долара) са поставени в товарния отсек на собствения му самолет „Боинг“. В салона на самолета са настанени голяма част от роднините на президента, съратници и старши офицери от Националната гвардия. Поръчва на полковник Федерико Махиа да изпълнява задълженията на държавен глава и напуска в посока САЩ. Полковник Махиа веднага се скрива, а офицерите от неговия щаб се разбягват, оставяйки Националната гвардия на произвола на съдбата.
На 19 юли в столицата Манагуа влизат частите на партизаните от опозиционния Сандинистки фронт за национално освобождение (СФНО), начело на които е Даниел Ортега.

## Смърт
Избягалият от страната Сомоса получава задочно смъртна присъда в Никарагуа, която го застига в гр. Асунсион, Парагвай на 17 септември 1980 г. Бронираният „Мерцедес-Бенц“ на бившия диктатор се движи в централната градска част и спира на червен светофар. Там е атакуван от група бойци, които обстрелват колата на Сомоса с гранатомет, след което го довършват с автомати. Нападател е убит от охраната на експрезидента, останалите избягват.
Първоначално съмненията падат както върху сандинистите, така и върху спецслужбите на САЩ. Чак през 2001 г. става ясно, че атентатът е нареден от Томас Борхе – лидер на „Революционна народна армия“, а е организиран и изпълнен от групата на Енрике Гориарана Мерло, занимавала се с терор спрямо режими в Латинска Америка, които считала за диктаторски или империалистически.